# Hermann Focke (Bildhauer)
Hermann Focke (* 5. März 1924 in Metelen/Kreis Steinfurt; † 26. März 2020 in Düsseldorf) war ein deutscher Bildhauer, Zeichner und Maler. Er lebte und arbeitete in Düsseldorf.

## Leben

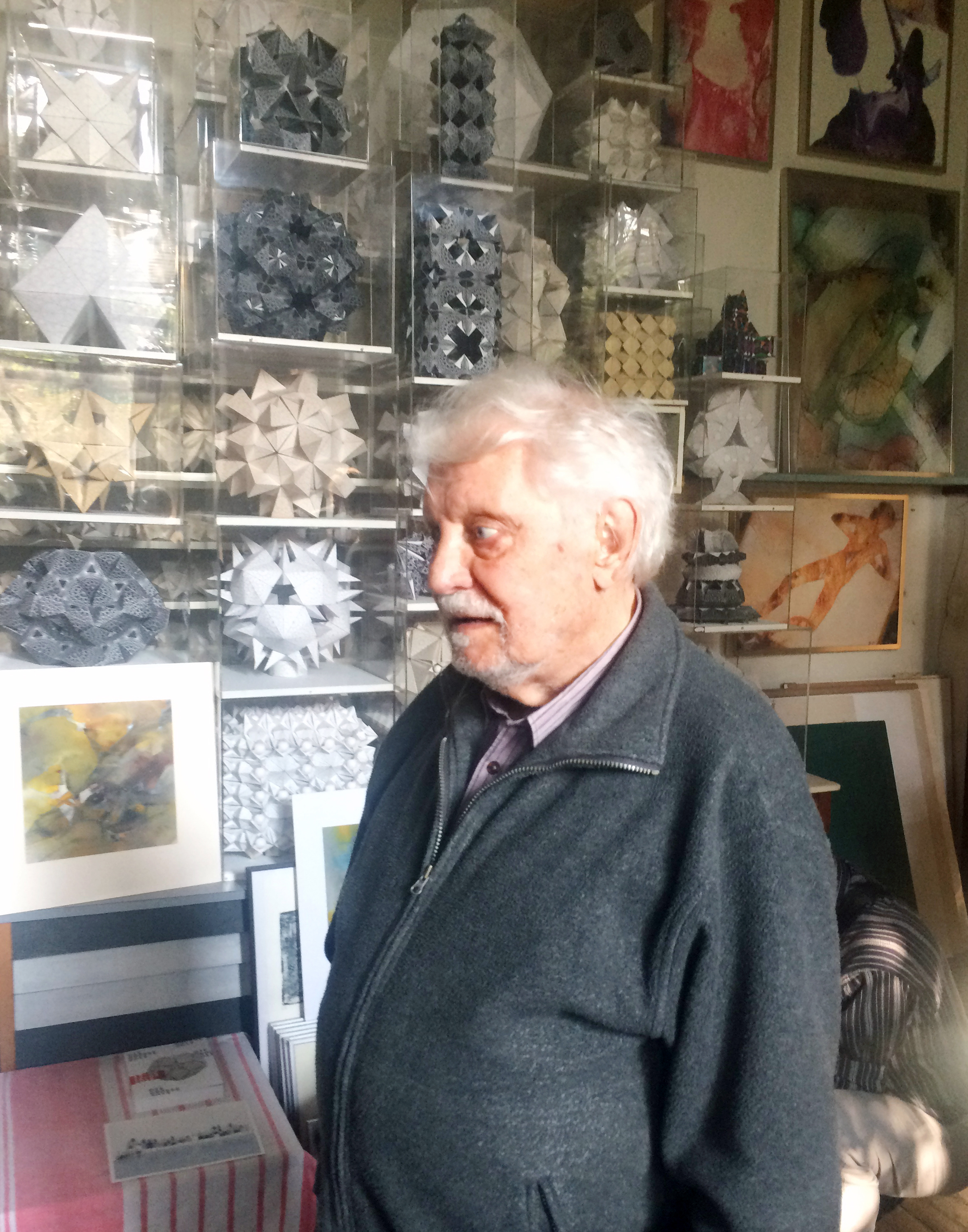
Hermann Focke in seinem Atelier, Kunstpunkte September 2017

Hermann Focke wurde 1924 in Metelen/Kreis Steinfurt geboren. Seine Laufbahn als freischaffender Künstler war nicht vorgezeichnet, denn er wuchs in bescheidenen Verhältnissen mit acht Geschwistern auf. Von 1942 bis 1945 war er Soldat und kam anschließend bis 1947 in sowjetische Gefangenschaft. Nach diesen prägenden Erfahrungen begann er eine praktische Ausbildung bei dem Bildhauer Peter Haak (1912–1983) in Erkelenz, bevor er 1950 bis 1953 an der Werkkunstschule Münster ging, wo er Schüler von Kurt Schwippert und Hugo Kükelhaus wurde. Dessen Hauptwerk von 1934 Urzahl und Gebärde. Grundzüge eines kommenden Maßbewusstseins übte nachhaltigen Einfluss auf ihn aus. Dieses Buch lieferte ihm in allen Schaffensphasen das theoretische Rüstzeug seiner Arbeit.

Skulpturen in Fockes Garten
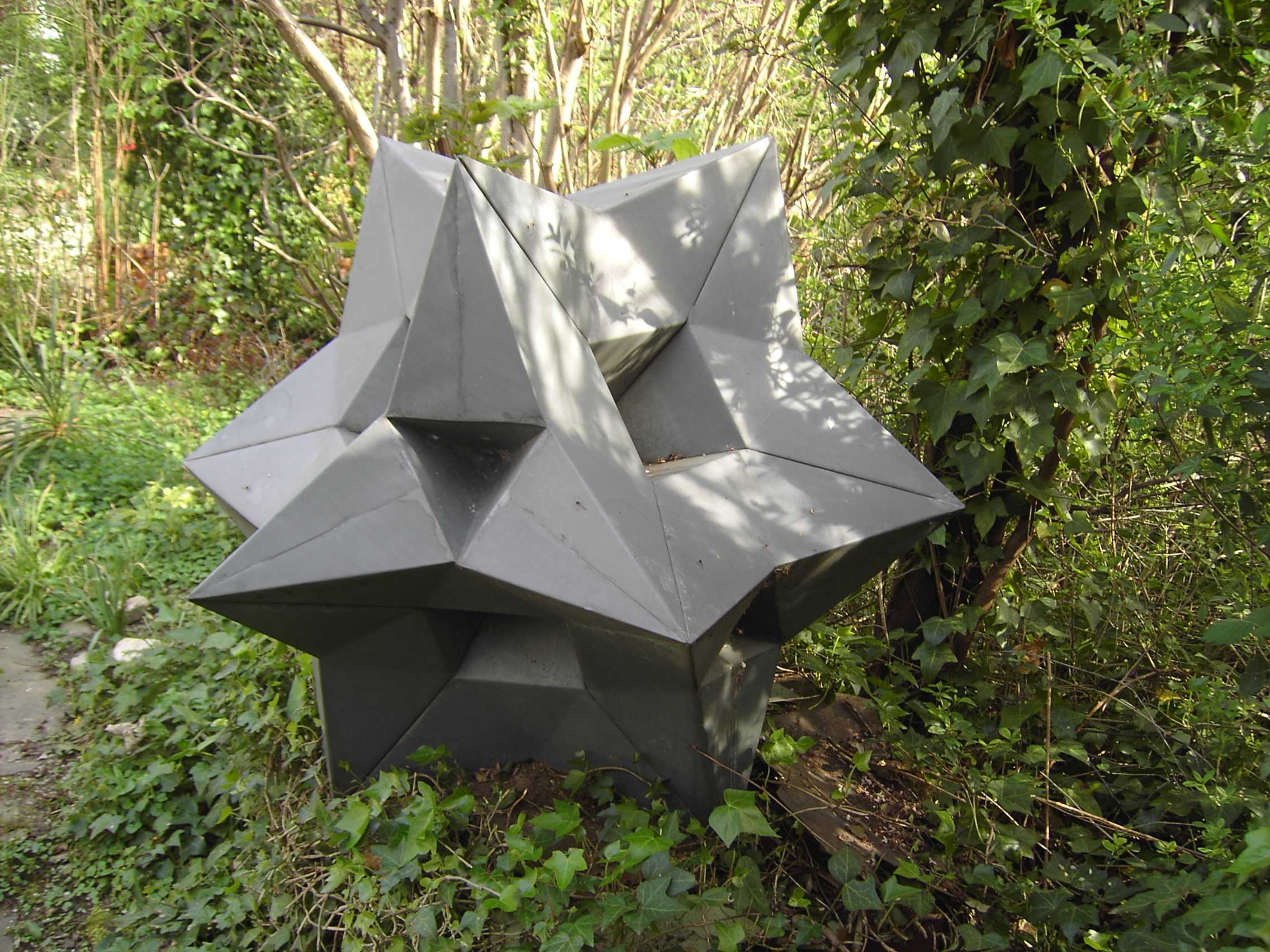
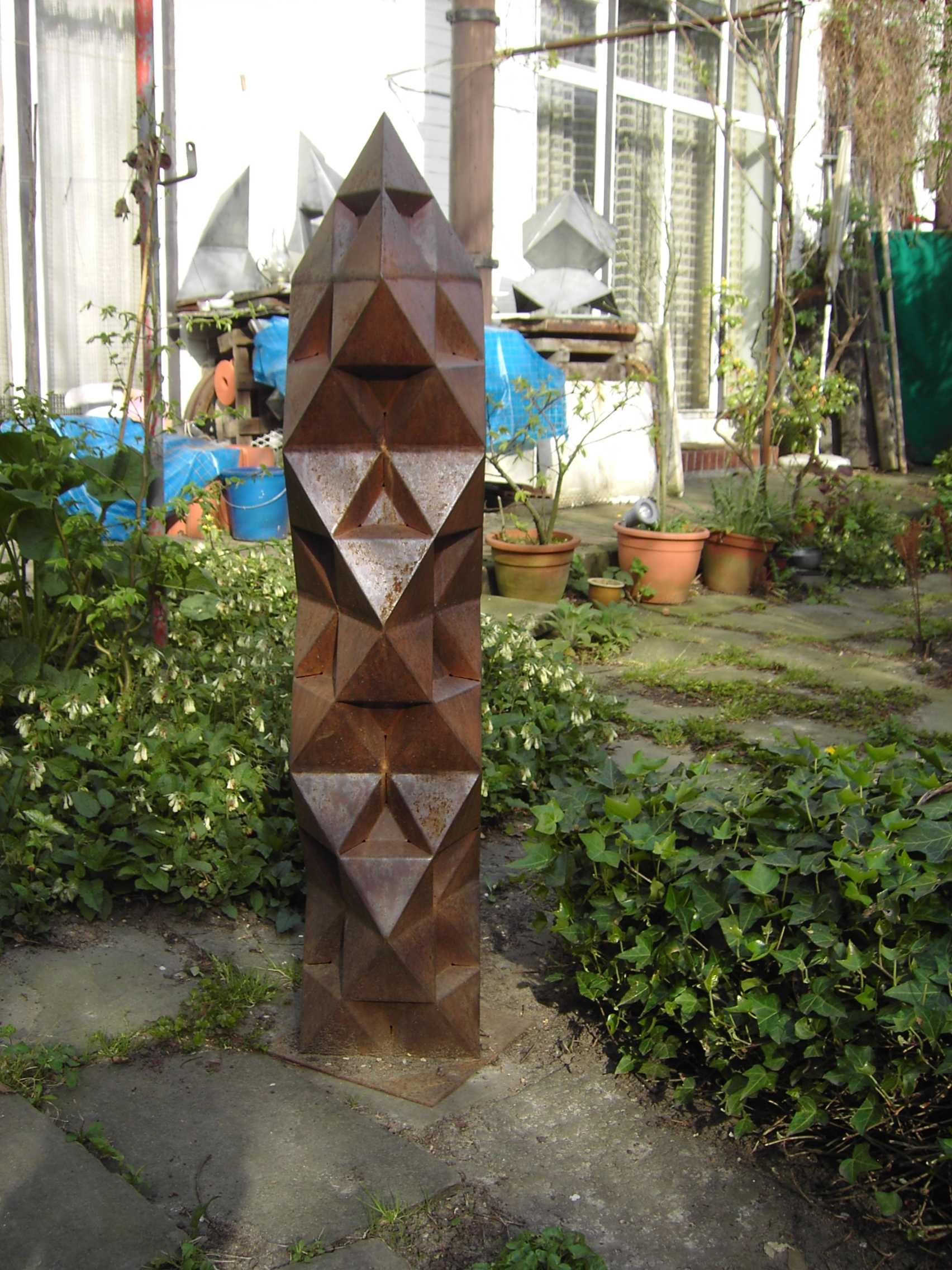
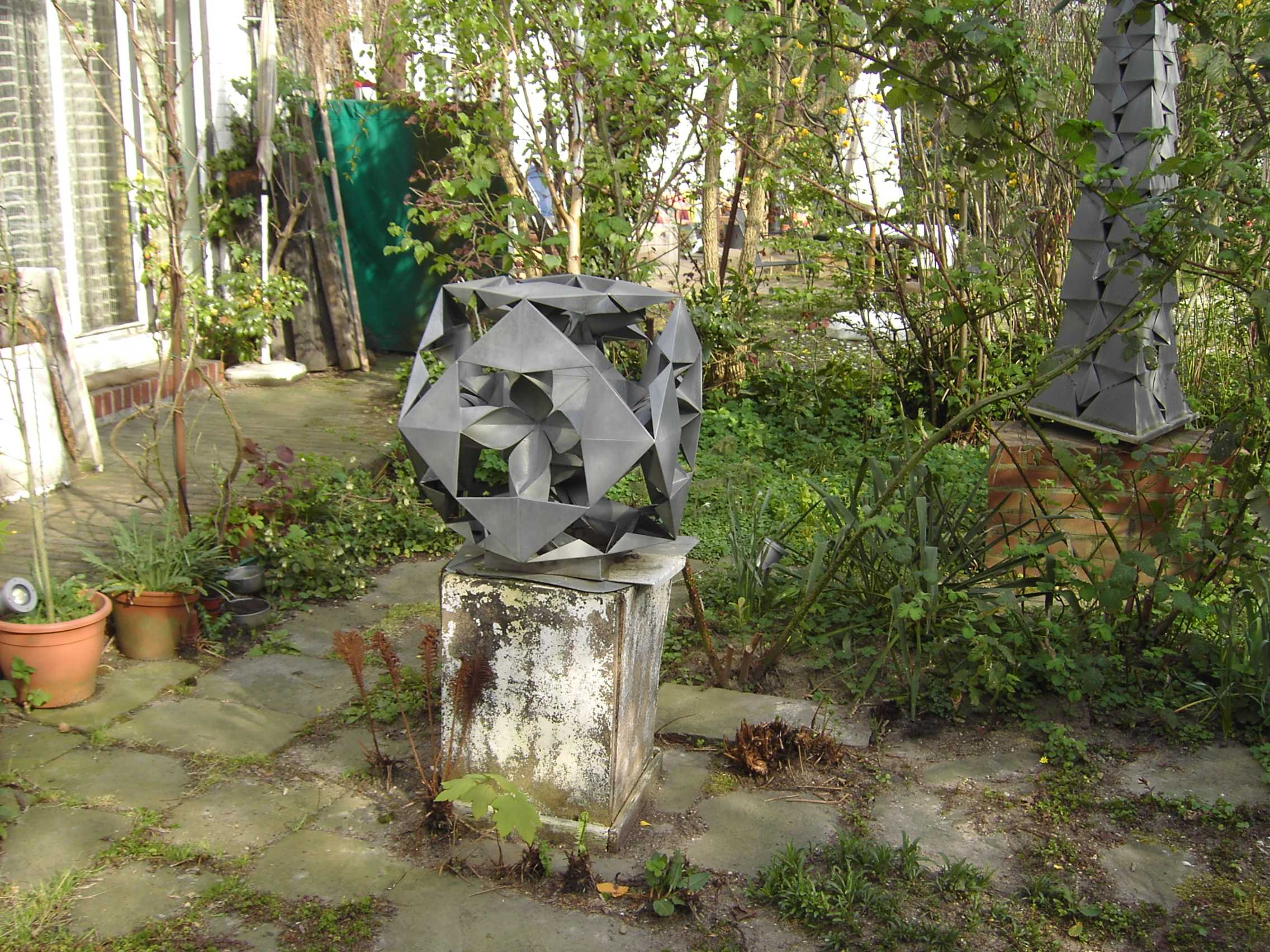

1953 bis 1959 studierte Focke Bildhauerei an der Kunstakademie Düsseldorf bei Ewald Mataré, zuletzt als dessen Meisterschüler. Seit 1959 war er als freischaffender Bildhauer in Düsseldorf tätig, wo er lange Zeit im Künstlerhaus an der Sittarder Straße wohnte und 1979 in das Künstlerhaus in Golzheim zog. Er blieb zunächst mit kleinen Tierplastiken stilistisch und thematisch auf Matarés Spuren; außerdem führte er in den 1960er Jahren zahlreiche Aufträge für Kirchen im Rheinland und in Westfalen aus. 1965 begann er mit abstrakten Arbeiten auf Papier.
Seit 1970 unternahm Focke ausgedehnte Studienreisen nach Japan, Korea, Malta, Russland, Armenien, Georgien und Aserbaidschan. Außerdem hielt er sich mehrfach zu Studienzwecken in Paris auf.
1986 kehrte er wieder zur dreidimensionalen Arbeit zurück und begann mit abstrakten Faltobjekten aus Papier. Manche von ihnen setzte er als größere Skulpturen für den Außenbereich in Zinkblech und Kupfer um.
Focke nahm 1997 an einem Workshop für chinesische Malerei und Kalligrafie an der Universität Hangzhou in China teil. Tuschpinsel-Zeichnungen machen einen wesentlichen Teil seines Œuvres aus. 2017 wurde er mit dem Kunstpreis der Künstler geehrt.
Im Winter 2017 war Hermann Focke Preisträger der Großen Kunstausstellung NRW Düsseldorf mit Ausstellung von Februar bis März im Museum Kunstpalast.

## Künstlerische Tätigkeit
Zwei Künstler übten nachhaltigen Einfluss auf Focke aus: der Kunsttheoretiker Hugo Kükelhaus und der Bildhauer Ewald Mataré. Im praktischen Unterricht bei Mataré an der Düsseldorfer Kunstakademie hatte Focke Gelegenheit, Kükelhaus’ theoretische Erkenntnisse zu vertiefen und in der Praxis umzusetzen. In den ersten Jahren seiner freien künstlerischen Arbeit orientierte sich Focke stilistisch und thematisch an Ewald Mataré. Er schuf kleine stilisierte Tierplastiken und übernahm zahlreiche religiöse Aufträge. Bei ihnen band er, wieder in Anlehnung an seinen akademischen Lehrer, stilisierte Figuren in ornamentale Gestaltungen ein. Diese Auftragsarbeiten versprachen wirtschaftlichen Erfolg und Anerkennung, aber sie führten ihn nach Fockes eigener Ansicht künstlerisch nicht weiter.
1965 wagte er den radikalen Bruch. Er löste sich von der konventionellen gegenständlichen Kunst, schuf zwei Jahrzehnte lang keine plastischen Arbeiten und konzentrierte sich auf abstrakte Zeichnungen. Bei der Suche nach neuen Ausdrucksformen experimentierte er mit verschiedenen Materialien und Techniken. Er bearbeitete Monotypien mit Farben und übermalte durch chemische Lösungen teilweise aufgelöste Fotografien. Seit den 1970er Jahren kehrte Focke mit Federzeichnungen und Aquarellen zu gegenständlichen Bildwelten zurück. Sie sind spontan entstanden und überraschen durch ihre reiche Farbigkeit: Organisches und Amorphes, Kopf- und Körperfragmente, surrealistisch verfremdet und manchmal erotisch aufgeladen. Diese Bilder stammen zwar aus unbewussten Schichten, sie sind aber formal diszipliniert. Eine weitere Facette seines Schaffens ist die Tuschpinselmalerei, mit der er sich seit seinen ausgedehnten Ostasienreisen intensiv auseinandersetzte. Fockes zahlreiche Kalligrafien zeigen das charakteristische Zusammenspiel von Fülle und Leere, Bewegung und Ruhe, Dynamik und Stille.
1986 kehrte Focke zu seinen künstlerischen Anfängen, zur dreidimensionalen Arbeit, zurück. Angeregt durch die Kunst japanischer Faltarbeiten, begann er mit Papier zu experimentieren, einem schlichten und unprätentiösen Material. Er zeichnete geometrische Figuren wie Dreiecke, Sechs- und Achtecke auf Papier, fotokopierte und faltete sie, so dass abstrakte fragile Gebilde entstanden. Obwohl ihnen geometrische Formen und mathematisches Kalkül zu Grunde liegen, sind diese Objekte voller Poesie. Durchbrüche und offenen Konturen vermitteln den Eindruck von Leichtigkeit und Schwerelosigkeit. Dazu trägt vor allem das feine, häufig sternenförmige Liniengespinst auf dem Papier bei. Fockes Faltobjekte wirken leicht und spielerisch, aber sie beruhen auf etlichen theoretischen Überlegungen, vor allem den Untersuchungen von Kükelhaus über Zahlensymbolik, Maßwerk und die platonischen Ur-Teile wie Dreieck, Quadrat, Fünfeck. Focke hat sich mit der Bedeutung der Zahl als Ordnungsprinzip in Musik, Metrik, Architektur und der Proportionslehre der italienischen Renaissance beschäftigt. In seiner Arbeit spielte sie eine elementare Rolle.
Genauso wichtig war für Fockes Schaffen die Beziehung zur Natur. Er hat sich intensiv mit den geometrischen Strukturen in der Botanik und den Gesetzmäßigkeiten in der Natur auseinandergesetzt. Dabei traf er auf das durchgängige Prinzip der Symmetrie wie auf das Pentagramm der Rosenblüte, das Sechseck der Schneekristalle und die Fibonacci-Spirale bei der Sonnenblume. Mit seinen Faltobjekten hat Focke seit Jahren ein eigenes, in sich geschlossenes System analog zur Natur geschaffen.
Focke fand in der Natur zwei unterschiedliche Prinzipien: Struktur und Wachstum, Kristallines und Organisches. Sie sind zwei Seiten derselben Medaille, in der chinesischen Philosophie als Yin und Yang bekannt, Gegensätze, die einander bedingen und untrennbar zusammengehören. Dieses fernöstliche Prinzip steht wie ein Leitmotiv über Fockes gesamtem Schaffen und es erklärt die unterschiedlichen Pole seines Œuvres.
Fockes größte Leistung waren die Faltarbeiten aus Papier, bei denen er eine eigene und unverwechselbare künstlerische Sprache entwickelt hatte. Bei der Umsetzung in Zinkblech und Kupfer traten die skulpturalen Eigenschaften dieser Objekte stärker in den Vordergrund.

## Einzelausstellungen (Auswahl)
- 1972 Rheine, Falkenhofmuseum
- 1975 Düsseldorf, Künstlerverein Malkasten
- 1978 Düsseldorf, Kulturwerk BBK Bezirk Düsseldorf
- 1979 Düsseldorf, Landeskirchenbauamt
- 1980 Düsseldorf, Robert Schumann-Institut
- 1983 Düsseldorf-Angermund, Rathaus
- 1984 Emsdetten, Rathaus
- 1990 Kleve, Städtisches Museum Haus Koekkoek
- 1993 Düsseldorf, Ministerium für Wirtschaft und Verkehr
- 1997 Wiesbaden, Bellevue-Saal
- 2000 Büttgen, Städtische Galerie Kaarst
- 2003 Düsseldorf, EKO-Haus der Japanischen Kultur
- 2005 Geilenkirchen, Städtische Galerie
- 2007 Düsseldorf, Oberlandesgericht
- 2008 Schwerte, Katholische Akademie
- 2009 Meerbusch, Evangelische Bethlehemkirche Büderich
- 2012 Düsseldorf, fiftyfifty-Galerie

## Arbeiten im öffentlichen Raum
- Meerbusch-Büderich, Evangelische Bethlehemkirche, Portal, 1965
- Meerbusch-Büderich, Evangelische Bethlehemkirche, Stern auf dem Campanile, 1983
- Meerbusch-Büderich, Evangelische Bethlehemkirche, Altarkreuz, 1983

Bethlehemkirche
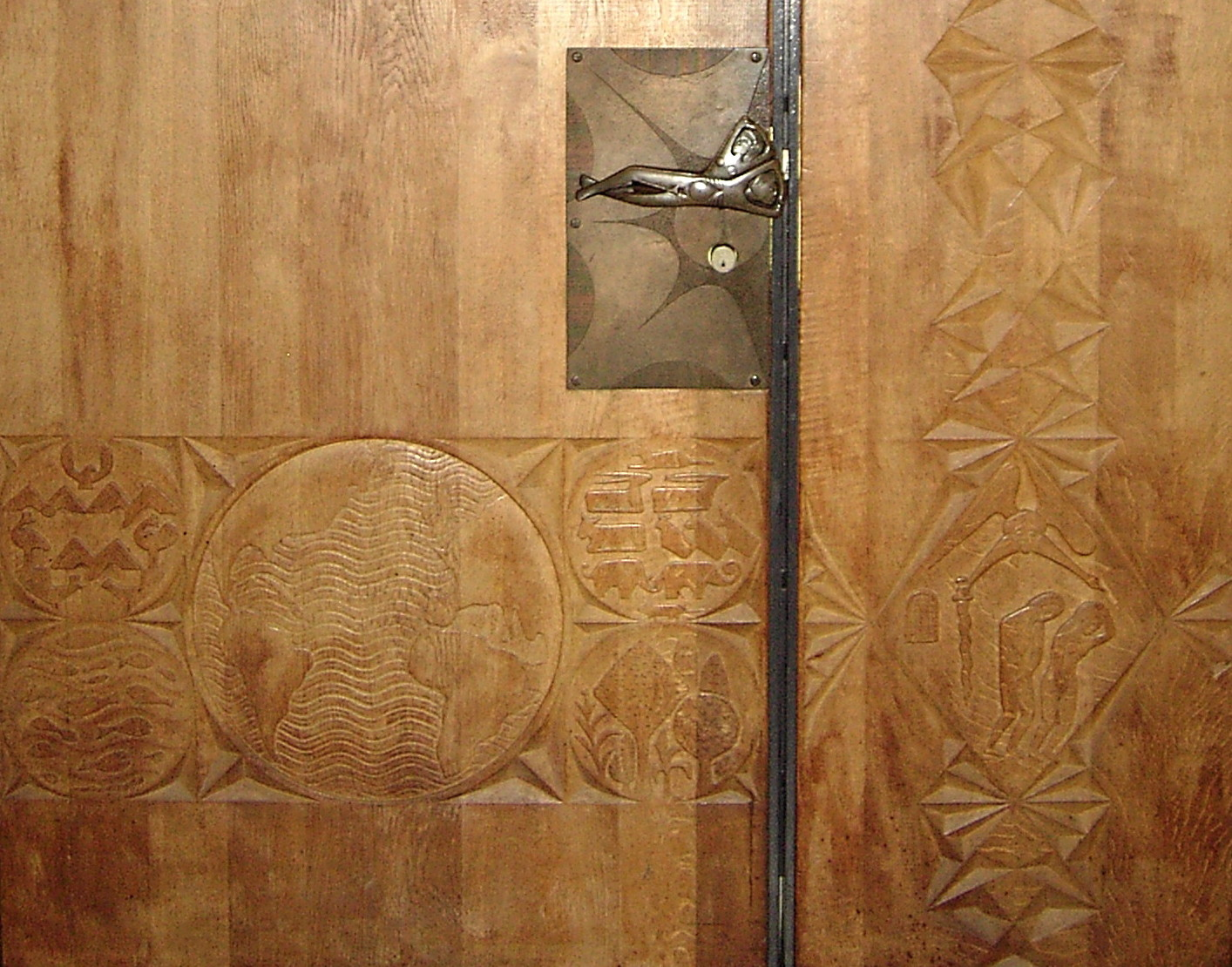
Tür (Detail)
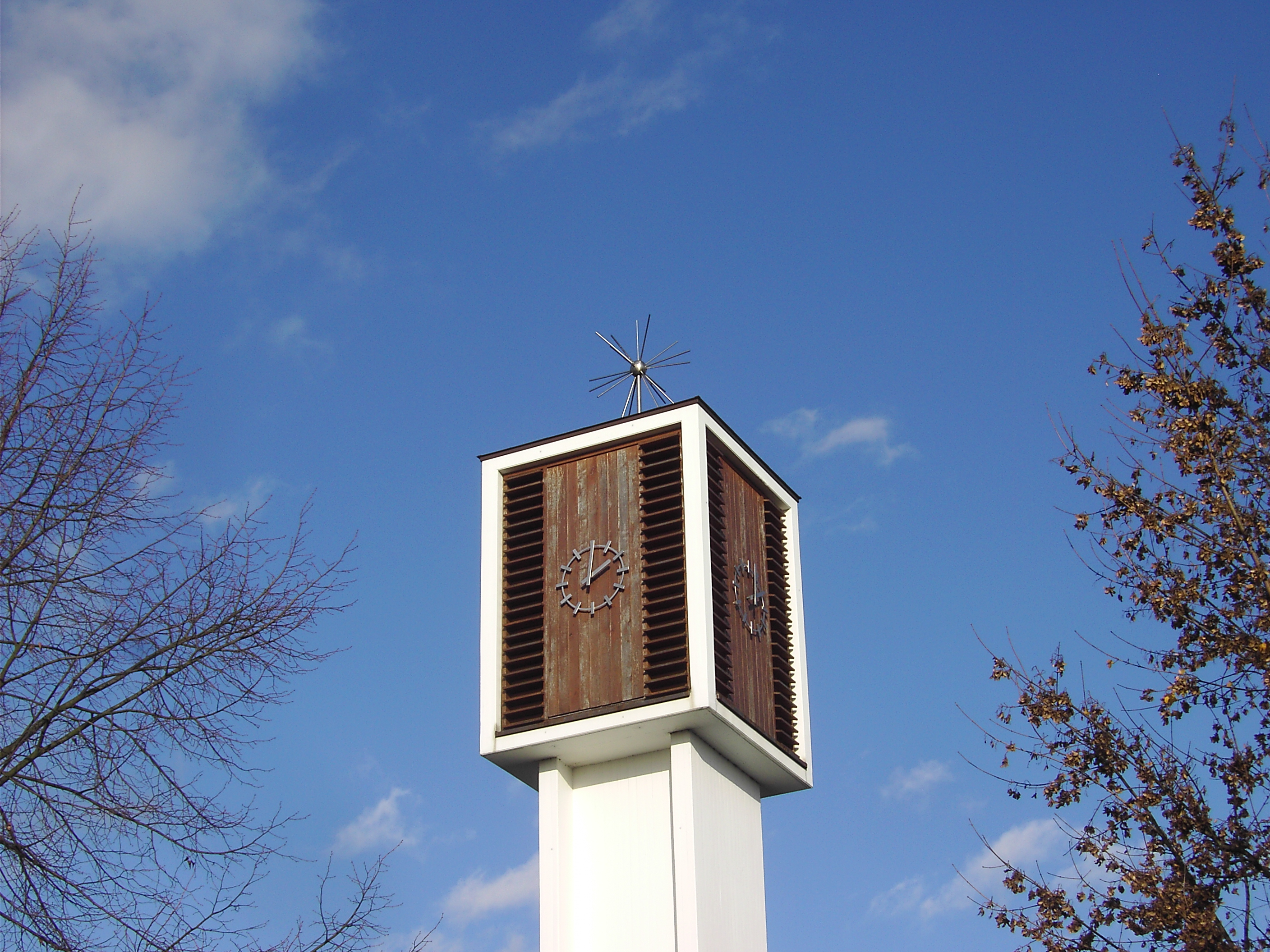
Stern, Campanile
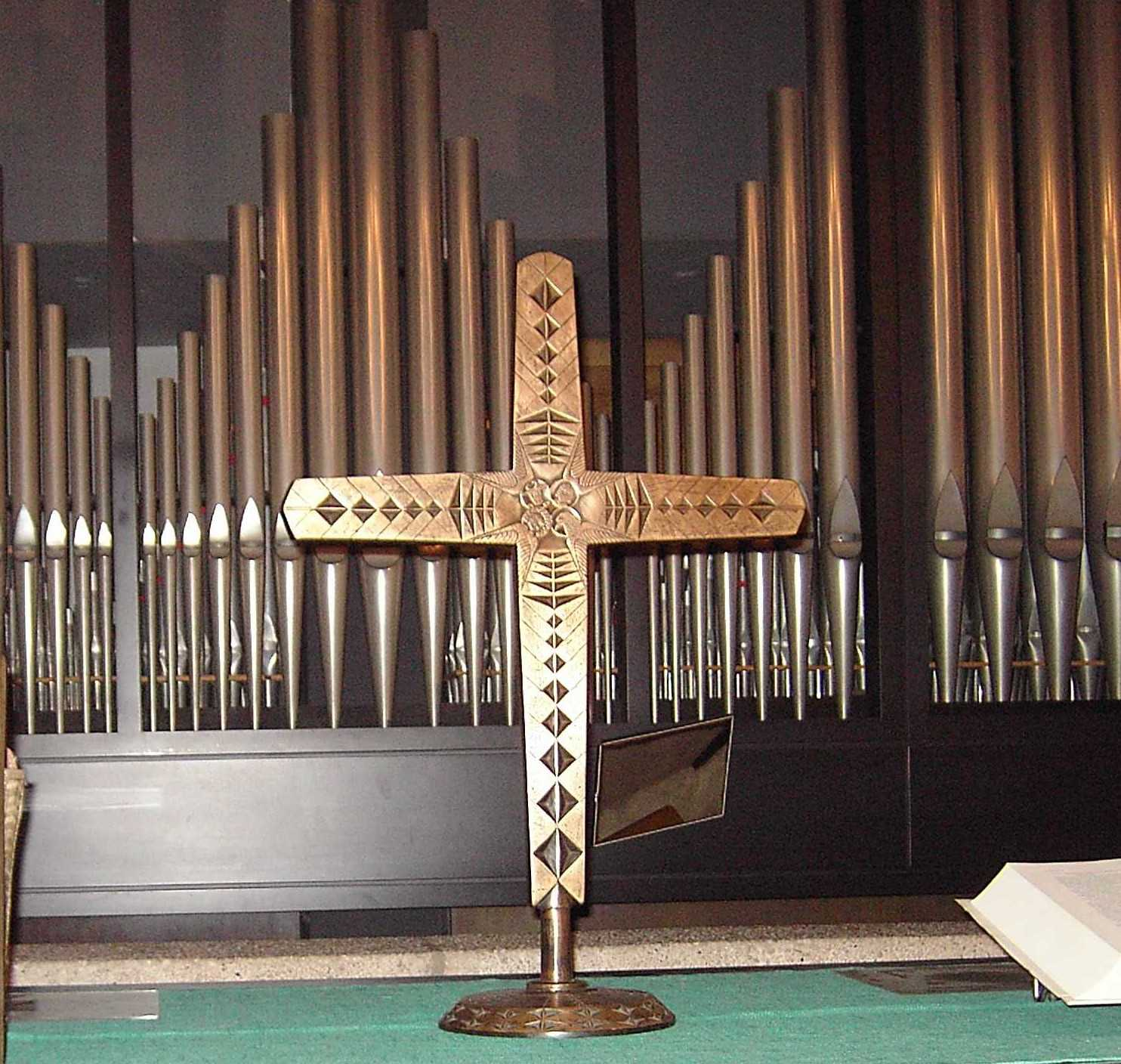
Altarkreuz